# 石家镇
石家河镇，是中华人民共和国重庆市黔江区下辖的一个乡镇级行政单位。

## 行政区划
石家河镇下辖以下地区：
石家社区、关口村、茶溪村、交溪村、马脑顶村、渗坝村、鱼田村、清塘村、长山村和火石垭村。